# Rebecca Sartori
Rebecca Sartori (* 22. Mai 1997 in Bassano del Grappa) ist eine italienische Leichtathletin, die sich auf den 400-Meter-Hürdenlauf spezialisiert hat.

## Sportliche Laufbahn
Erste internationale Erfahrungen sammelte Rebecca Sartori im Jahr 2013, als sie bei den Jugendweltmeisterschaften in Donezk mit 63,25 s im Halbfinale über 400 Meter Hürden ausschied. 2017 schied sie bei den U23-Europameisterschaften in Bydgoszcz mit 57,64 s ebenfalls im Semifinale aus und im Jahr darauf siegte sie in 57,43 s bei den U23-Mittelmeer-Meisterschaften in Jesolo. 2019 belegte sie bei den U23-Europameisterschaften in Gävle mit 56,93 s den vierten Platz und 2022 siegte sie in 55,75 s bei den Mittelmeerspielen in Oran. Anschließend erreichte sie bei den Weltmeisterschaften in Eugene das Halbfinale, in dem sie mit 55,90 s ausschied, wie auch bei den Europameisterschaften in München mit 57,29 s. Im Jahr darauf siegte sie in 55,27 s beim Meeting International de Sotteville und schied bei den Weltmeisterschaften in Budapest mit 55,98 s im Halbfinale aus. 2024 schied sie bei den Olympischen Sommerspielen in Paris mit 55,44 s in der Hoffnungsrunde aus.

## Persönliche Bestleistungen
- 400 Meter: 54,11 s, 10. Juli 2021 in Brugnera
  - 400 Meter (Halle): 54,36 s, 12. Februar 2022 in Padua
- 400 m Hürden: 54,82 s, 21. August 2023 in Budapest